# Episodi di What We Do in the Shadows (quarta stagione)
La quarta stagione della serie TV What We Do in the Shadows viene trasmessa negli Stati Uniti sul canale FX a partire dal 12 luglio 2022.
In Italia è stata resa disponibile in blocco su Disney+ a partire dal 22 marzo 2023.
| n. | Titolo originale  | Titolo italiano     | Prima TV originale | Prima TV Italia |
| -- | ----------------- | ------------------- | ------------------ | --------------- |
| 1  | Reunited          | Reunited            | 12 luglio 2022     | 22 marzo 2023   |
| 2  | The Lamp          | La sposa perfetta   | 12 luglio 2022     | 22 marzo 2023   |
| 3  | The Grand Opening | L'inaugurazione     | 19 luglio 2022     | 22 marzo 2023   |
| 4  | The Night Market  | Il mercato notturno | 26 luglio 2022     | 22 marzo 2023   |
| 5  | Private School    | Scuola privata      | 2 agosto 2022      | 22 marzo 2023   |
| 6  | The Wedding       | Le nozze            | 9 agosto 2022      | 22 marzo 2023   |
| 7  | Pine Barrens      | La caccia           | 16 agosto 2022     | 22 marzo 2023   |
| 8  | Go Flip Yourself  | Vai a quel cantiere | 23 agosto 2022     | 22 marzo 2023   |
| 9  | Freddie           | Freddie             | 30 agosto 2022     | 22 marzo 2023   |
| 10 | Sunrise, Sunset   | Ricordi             | 6 settembre 2022   | 22 marzo 2023   |